# Янков (край Высочина)
Янков (чеш. Jankov, бывш. нем. Jankau) — муниципалитет на юге Чешской Республики, в крае Высочина. Входит в состав района Пельгржимов.
Один из самых малонаселённых муниципалитетов Чехии.

## География
Расположен на расстоянии 12 км к востоку от Пельгржимова и в 15 км к западу от центра Йиглавы.
Граничит с муниципалитетами Вискитна (с запада) и Нови-Рихнов (с юга), а также с муниципалитетами Миличов (с юга), Душеёв (с востока) и Опатов (с северо-востока) района Йиглава.
Связан автобусным сообщением с городом Пельгржимов.

## Достопримечательности

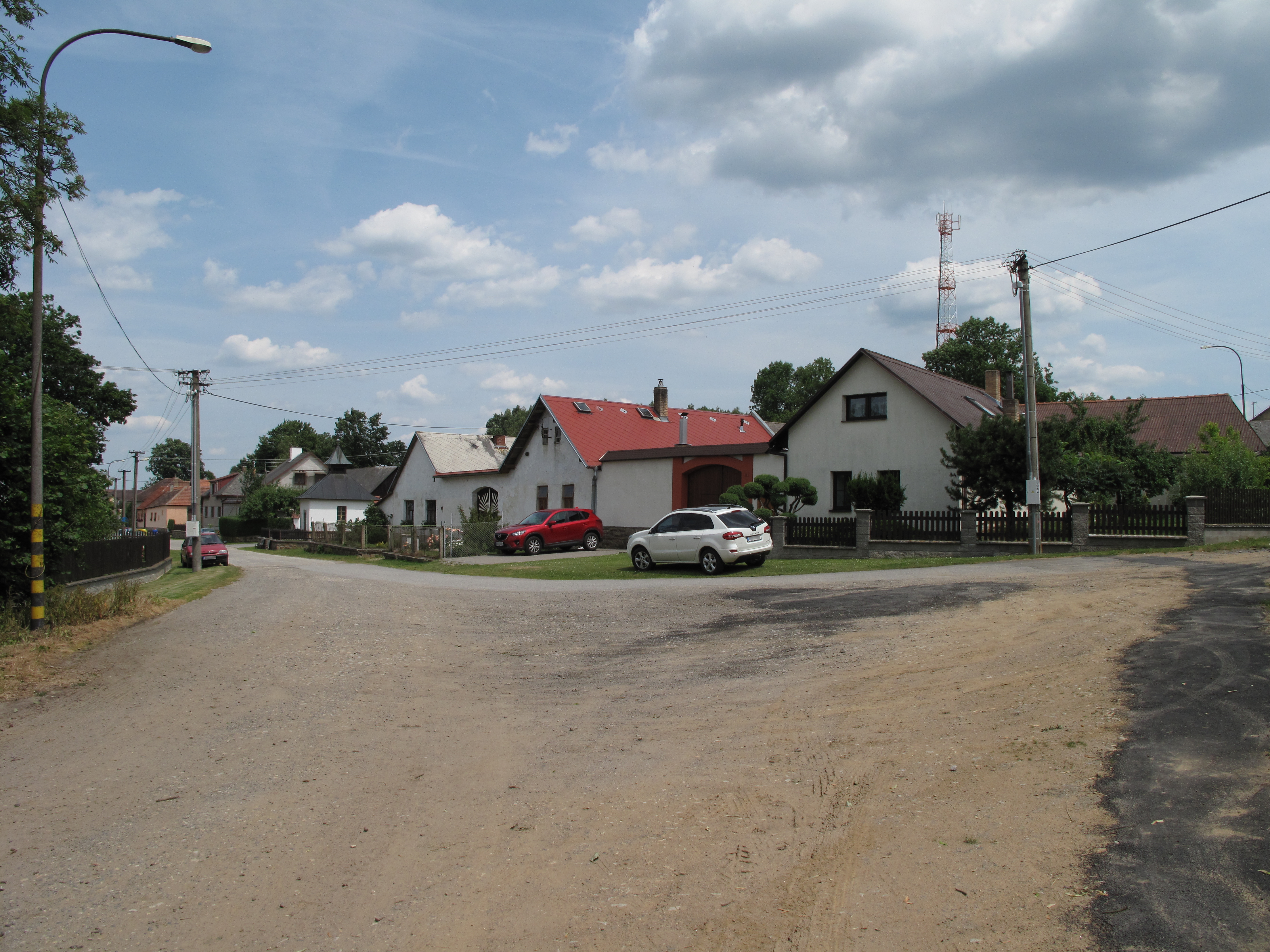
Площадь

- Часовня святой Анны 1954 года постройки.
- Частично на территории муниципалитета находится национальный памятник природы «Янковский ручей».

## История
С 1976 по конец 1991 года был частью муниципалитета Вискитна, в остальное время — самостоятельный муниципалитет

### Изменение административного подчинения
- 1850 год — Австрийская империя, Богемия, край Пардубице, политический район Немецкий Брод, судебный район Гумполец;
- 1855 год — Австрийская империя, Богемия, край Часлав, судебный район Гумполец;
- 1868 год — Австро-Венгрия, Цислейтания, Богемия, край Кутна-Гора, политический район Немецкий Брод, судебный район Гумполец;
- 1910 год — Австро-Венгрия, Цислейтания, Богемия, край Кутна-Гора, политический и судебный район Гумполец[6];
- 1920 год — Чехословацкая Республика, Пражская жупания[чеш.], политический и судебный район Гумполец;
- 1928 год — Чехословацкая Республика, Чешская земля, политический и судебный район Гумполец;
- 1939 год — Протекторат Богемии и Моравии, Богемия, область Немецкий Брод, политический и судебный район Гумпольдс[7];
- 1945 год — Чехословацкая Республика, Чешская земля, административный и судебный район Гумполец[8];
- 1949 год — Чехословацкая республика, Йиглавский край, район Пельгржимов[9];
- 1960 год — ЧССР, Южноморавский край, район Пельгржимов;
- 2003 год — Чехия, край Высочина, район Пельгржимов, ОРП Пельгржимов.

## Население
| Год  | Численность | Численность |
| ---- | ----------- | ----------- |
| 1869 | 164         | [ 10 ]      |
| 1880 | 162         | [ 10 ]      |
| 1890 | 158         | [ 10 ]      |
| 1900 | 141         | [ 10 ]      |
| 1910 | 149         | [ 10 ]      |
| 1921 | 164         | [ 10 ]      |
| 1930 | 158         | [ 10 ]      |
| 1950 | 96          | [ 10 ]      |
| 1961 | 110         | [ 10 ]      |
| 1970 | 84          | [ 10 ]      |
| 1980 | 59          | [ 10 ]      |
| 1991 | 41          | [ 10 ]      |
| 2001 | 38          | [ 10 ]      |
| 2011 | 36          | [ 10 ]      |
| 2014 | 38          | [ 11 ]      |
| 2016 | 34          | [ 12 ]      |
| 2017 | 35          | [ 13 ]      |
| 2018 | 36          | [ 14 ]      |
| 2019 | 41          | [ 15 ]      |
| 2020 | 41          | [ 16 ]      |
| 2021 | 41          | [ 17 ]      |
| 2022 | 43          | [ 18 ]      |
| 2023 | 43          | [ 19 ]      |
| 2024 | 44          | [ 3 ]       |

По переписи 2011 года в деревне проживало 36 жителей (из них 22 чеха и 14 не указавших национальность, в 2001 году — 100 % чехов), из них 21 мужчина и 15 женщин (средний возраст — 44,9 года).
Из 33 человек старше 14 лет 8 имели базовое (в том числе неоконченное) образование, 22 — среднее, включая учеников (из них 7 — с аттестатом зрелости), 2 — высшее (магистры).
Из 36 человек 20 были экономически активны (в том числе 3 безработных), 15 — неактивны (9 неработающих пенсионеров, 1 иждивенец и 5 учащихся).
Из 17 работающих 9 работали в промышленности, 3 — в торговле и авторемонте, 2 — в строительстве, по одному — в сельском хозяйстве, в сфере гостеприимства и в здравоохранении.